# لوی بنر
لوی بنر (به انگلیسی: Loe Banr) یک منطقهٔ مسکونی در پاکستان است که در خیبر پختونخوا واقع شده‌است. لوی بنر ۱٬۰۸۵ متر بالاتر از سطح دریا واقع شده‌است.